# Hiroši Hirakawa
Hiroši Hirakawa (* 10. leden 1965) je bývalý japonský fotbalista.

## Klubová kariéra
Hrával za Yokohama Marinos, Yokohama Flügels a Consadole Sapporo.

## Reprezentační kariéra
Hiroši Hirakawa odehrál za japonský národní tým v letech 1985–1992 celkem 13 reprezentačních utkání.

## Statistiky
| Japonsko | Japonsko | Japonsko |
| Roky     | Záp.     | Góly     |
| -------- | -------- | -------- |
| 1985     | 6        | 0        |
| 1986     | 0        | 0        |
| 1987     | 0        | 0        |
| 1988     | 4        | 0        |
| 1989     | 2        | 0        |
| 1990     | 0        | 0        |
| 1991     | 0        | 0        |
| 1992     | 1        | 0        |
| Celkem   | 13       | 0        |